# František Benda (poslanec Moravského zemského sněmu)
František Benda (17. října 1854 Polánka – ?) byl rakouský politik z Moravy; poslanec Moravského zemského sněmu.

## Biografie
Narodil se v Polánce jako syn tamního čtvrtláníka Františka Bendy. Sám zde pak působil jako rolník. Dvojtřídku vychodil v Řeznovicích. Pak začala pomáhat na rodinném hospodářství a asistoval otci v jeho funkci obecního starosty. Po otcově smrti ho pak nahradil v komunální politice. Od roku 1880 byl členem obecního výboru a později se stal i starostou Polánky. Od roku 1884 byl předsedou místní školní rady v Řeznovicích. Na funkci rezignoval po třech letech. Od roku 1889 zasedal v okresním silničním výboru v Moravském Krumlově. V roce 1895 byl zvolen do výboru kontribučenské záložny v Moravském Krumlově a od roku 1897 byl jeho předsedou. V roce 1899 usedl na post předsedy místní záložny. Roku 1903 nastoupil i do čela místního sboru dobrovolných hasičů, na jehož založení se podílel. Od roku 1904 byl členem výboru Občanské záložny. Během jeho působení ve funkci obecního starosty proběhlo zalesnění ladem ležících pozemků, zřízení obecního sadu, stavba kanalizace a výstavba silnice do Jamolic. Roku 1897 v obci vyrostla škola a roku 1899 malý kostel. V roce 1897 se Benda stal předsedou okresní Katolicko-politické jednoty.
Počátkem 20. století se zapojil i do vysoké politiky. V zemských volbách v roce 1906 byl zvolen na Moravský zemský sněm, kde zastupoval kurii venkovských obcí, český obvod Krumlov, Ivančice. Mandát zde obhájil v zemských volbách v roce 1913. V roce 1906 se na sněm dostal jako kandidát Katolické strany národní na Moravě. Stejně tak v roce 1913.
V listopadu 1876 se oženil s Josefou Bukačovou. V lednu 1917 se jako vdovec oženil s Apolonií Šedrlovou, rozenou Borkovou, vdovou po Leopoldu Šedrlovi.